# Stretto di Blackett

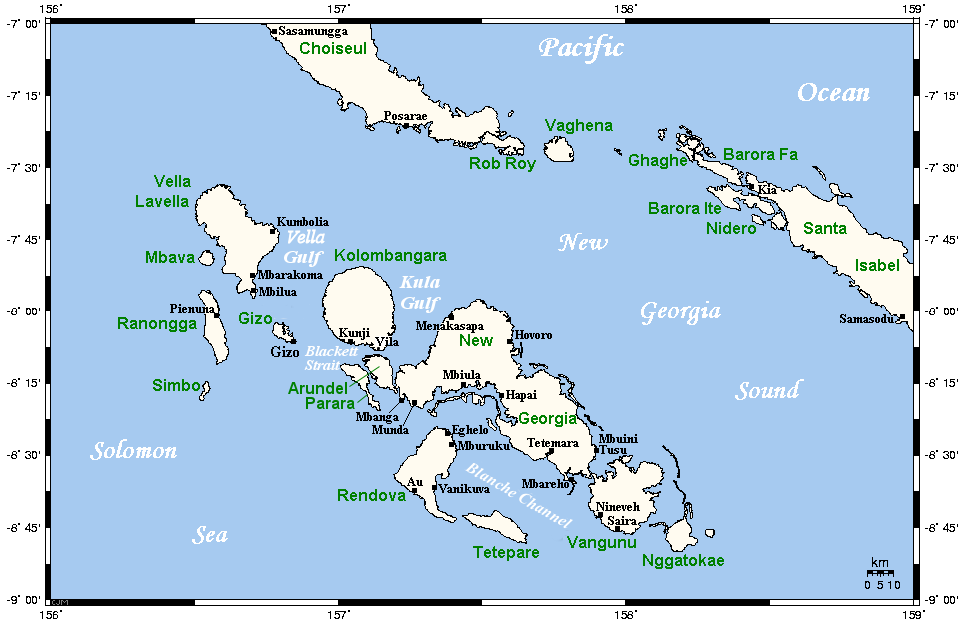
Lo stretto di Blackett separa l'ampia isola rotonda di Kolombangara da quella di Arundel a sud e di Gizo a ovest.

Lo stretto di Blackett è un passaggio marino nella  Provincia Occidentale delle Isole Salomone. Esso si trova tra l'isola di Kolombangara, a nord, e quella di Arundel (Kohinggo) a sud. Collega il golfo di Vella a ovest, con quello di Kula.

## Battaglia dello stretto di Blackett
Durante la campagna delle isole Salomone, nella seconda guerra mondiale, la battaglia dello Stretto di Blackett fu combattuta tra le navi della Marina imperiale giapponese e quelle della Marina degli Stati Uniti nella notte fra il 5 e il 6 marzo 1943.

## PT-109
Un altro combattimento nello stretto di Blackett ebbe luogo quando una forza navale di 15 motosiluranti statunitensi, compresa la PT-109 comandata allora dall'allora tenente John Fitzgerald Kennedy, fu inviata a intercettare il convoglio giapponese di rifornimento Tokyo Express, il 2 agosto 1943. Nella battaglia che seguì, definita da National Geographic "un attacco mal pianificato e mal coordinato", 15 imbarcazioni con a disposizione 60 siluri entrarono in azione, ma dei 30 siluri lanciati dalle motosiluranti, non uno andò a segno. Solo quattro motosiluranti erano dotate di apparato radar e fu loro ordinato di rientrare alla base dopo aver lanciato i propri siluri. Quando se ne andarono, le rimanenti motosiluranti, in una notte senza luna, rimasero virtualmente cieche e prive di ordini, il che accrebbe ancor più la confusione. La PT-109 del tenente Kennedy, pattugliando l'area subito dopo l'abbandono del campo di battaglia da parte delle quattro motosiluranti che dirigevano la squadra, fu speronata dal cacciatorpediniere giapponese Amagiri. Il suo equipaggio fu dato per perso dalla Marina americana, ma fu successivamente ritrovato dagli esploratori delle Isole Salomone in una piroga.